# Egvino de Worcester

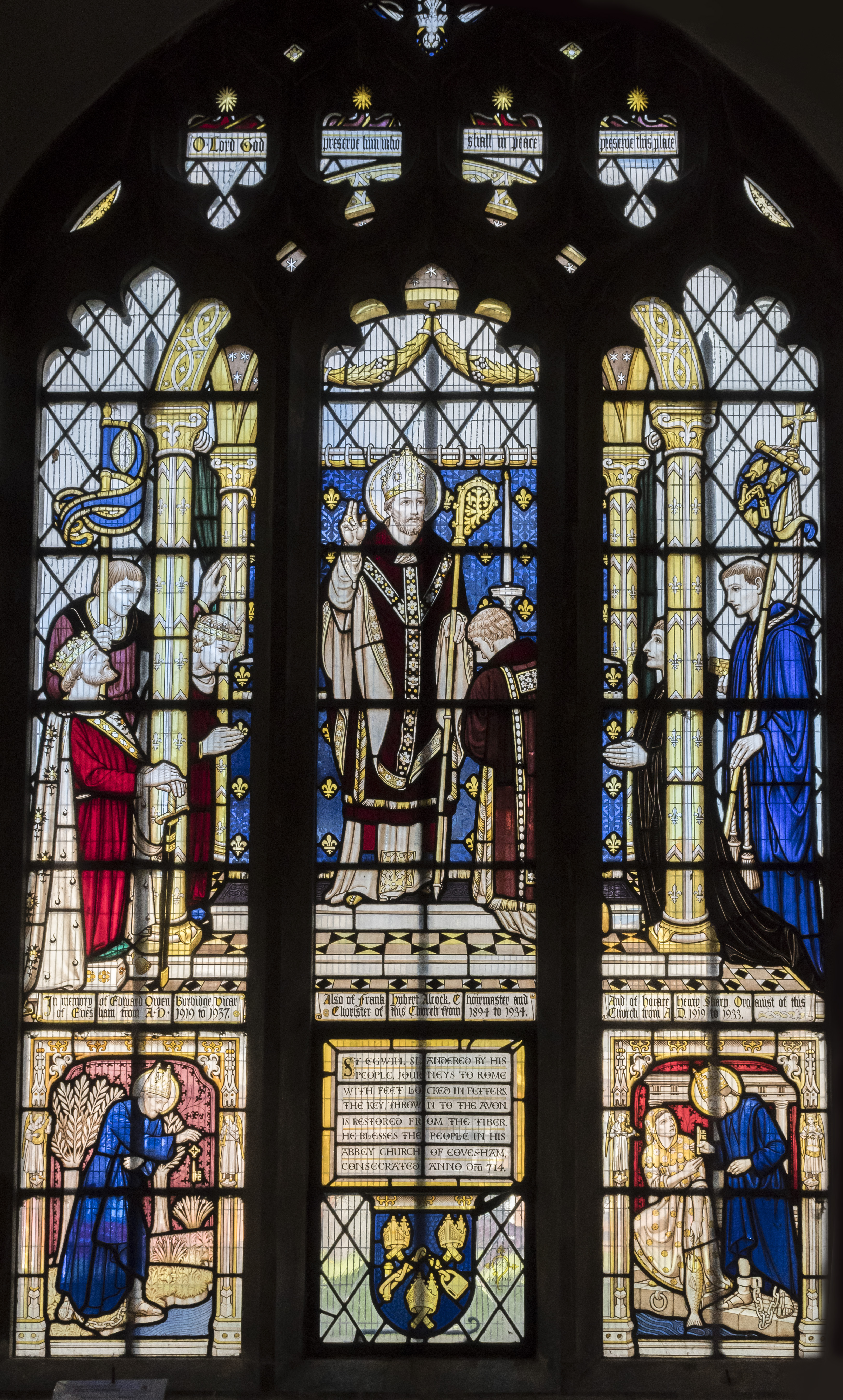
Escenas de la vida de San Egvino, Iglesia de San Lorenzo en Evesham

Egvino de Worcester (s. VII - 717), fue un obispo y abad inglés. Es conmemorado el 30 de diciembre.

## Hagiografía

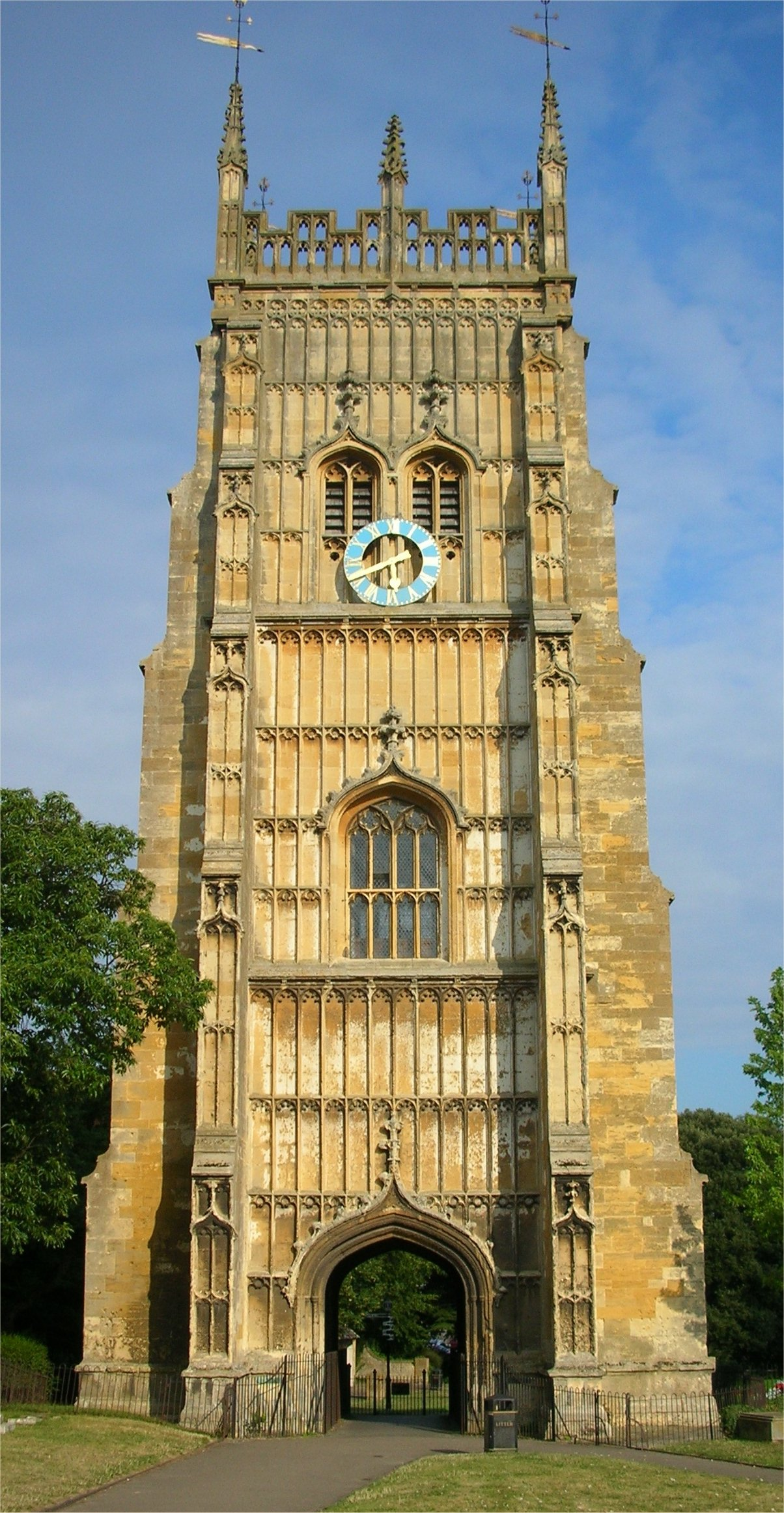
Campanario de la abadía de Evesham, en Evesham, Inglaterra. Construido originalmente entre 1529 y 1539 por Clement Lichfield, último abad de Evesham. 16 de agosto de 2006

La tradición afirma que Egvino, era descendiente de la realeza gobernante del Reino de Mercia. Dicho reino se disolvió dos siglos después y pasó a ser el Reino de Inglaterra.
En el 692, fue elegido obispo de la ciudad de Worcester, en Worcestershire (Inglaterra). 

### El pez y la llave
Una vez investido como tal, pudo peregrinar hacia Roma, para defender su celo religioso, ya que, sus contrarios en Worcester le habían injuriado públicamente. A tal grado llegaron estas acusaciones que la Santa Sede decidió investigar a Egvino. Sobre el asunto de su viaje, existe una leyenda, en la que se dice que Egvino se encadenó los pies con grilletes, como penitencia, y arrojo la llave respectiva al Río Avon, para posteriormente encontrarla en Roma, o como otras versiones lo dicen, en Francia, a su regreso del viaje.
La leyenda afirma que la llave llegó a dichos lugares, en el vientre de un pez.

### La Abadía de Evesham
Una vez de regreso a Mercia, Egvino, con el apoyo del rey Etelredo, funda la Abadía de Evesham entre los años 702 y 709, y la dedica a la Virgen María. Un pastor de nombre Eof, afirmaba que la Virgen se le había aparecido, por lo que, después de experimentar lo mismo, Egvino llamó al lugar Eveshman, que significa "colina de Eof".